# Mikaela Ingberg
Pour les articles homonymes, voir Ingberg.
Mikaela Johanna Emilia Ingberg (née le 29 juillet 1974 à Vaasa) est une athlète finlandaise, spécialiste du lancer du javelot.

## Biographie

### Palmarès
| Date | Compétition                   | Lieu            | Résultat | Performance |
| ---- | ----------------------------- | --------------- | -------- | ----------- |
| 1993 | Championnats d'Europe juniors | Saint-Sébastien | 1re      | 56,64 m     |
| 1995 | Championnats du monde         | Göteborg        | 3e       | 65,16 m     |
| 1996 | Jeux olympiques               | Atlanta         | 7e       | 61,52 m     |
| 1997 | Championnats du monde         | Athènes         | 4e       | 66,00 m     |
| 1998 | Championnats d'Europe         | Budapest        | 3e       | 64,92 m     |
| 2001 | Championnats du monde         | Edmonton        | 6e       | 61,94 m     |
| 2001 | Goodwill Games                | Brisbane        | 3e       | 60,68 m     |
| 2002 | Championnats d'Europe         | Munich          | 3e       | 63,50 m     |
| 2002 | Finale du Grand Prix IAAF     | Paris           | 2e       | 62,34 m     |
| 2003 | Championnats du monde         | Paris           | 4e       | 62,20 m     |

### Records
| Épreuve           | Performance | Lieu   | Date               |
| ----------------- | ----------- | ------ | ------------------ |
| Lancer du javelot | 64,03 m     | Berlin | 1er septembre 2000 |